# Winx Club
A Winx Club egy 2004 és 2019 között vetített olasz–amerikai televíziós 2D-s számítógépes animációs fantasy sorozat, amelyet Iginio Straffi alkotott és rendezett.
A producerei Joanne Lee és Kay Wilson Stallings. Zenéjét Angelo Poggi, Giovanni Cera, Fabrizio Castania és Peter Zizzo szerezték. A forgatókönyvet Iginio Straffi, Francesco Artibani, Janice Burgess, Sascha Paladino és Adam Peltzman írta. A sorozat gyártója a Rainbow, a RAI és a Nickelodeon, forgalmazója a Rainbow.
Olaszországban 2004. január 28-án a Rai 2, és a Rai Gulp, míg Magyarországon 2006-ban az RTL Klub, a Cartoon Network és a Jetix/Disney Channel vetítette, 2011. szeptember 25-étől a Nickelodeon folytatta a sugárzást.

## Információk
A sorozat először képregényként jelent meg Olaszországban, Iginio Straffi elképzelései alapján. A képregény sikerét látva Straffi elhatározta, hogy rajzfilmet készít a népszerű tündértörténetből. 2004-ben indult el a rajzfilm készítése. A sorozat elsősorban lányoknak szól, de sok fiú rajongója is van. Mára több mint 130 országban vetítik, többek között Németországban, Franciaországban, Hollandiában, Angliában, Magyarországon, még Óceániában is.

## Történet
A sorozat hat tündérnek, Bloomnak és barátnőinek, Stellának, Florának, Tecnának, Musának és Laylanak( a második évadtól) az életét követi a mágikus dimenzióban. Csapatuk neve a Winx, innen ered a sorozat címe. Együtt, közös erővel vágnak bele számos izgalmas kalandba. A történet során a lányok magasabb tündérszintek elérésére törekednek, titkokat lepleznek le és egyre erősebb mágikus erőre tesznek szert. Felveszik a harcot a sötét oldallal és felfedik Bloom történetét, valódi múltját, születési helyét és rég elveszett szüleit.

## Szereplők

### Winx Club

#### Bloom
Bloom a sorozat főszereplője és a csapat vezetője is egyben. Domino hercegnője és a sárkány tüzének birtokosa, őrzője. Gardeniában nőtt fel 16 éves koráig, akkoriban még igazinak hitt földi szüleivel, Mike-kal és Vanessával. Bloom Stellának köszönhetően ismeri meg a mágikus dimenziót és jön rá, hogy valójában ő is tündér. Hála a lánynak, az Alfeába, a tündérek iskolájába is bejut. A történet elején még bizonytalan, mert még nem ismeri a varázsvilágot, nem ismeri az erejét. A sorozat előrehaladtával, egyre többet tud meg magáról és a varázslatról. Kiderül, hogy földi szülei valójában örökbefogadták. Nővére, Daphne menekítette ki Dominoból a három ősi boszorkány támadása elől a mágikus tűzbe, ahol védve volt. Mike és Vanessa találtak rá és fogadták örökbe. Ő Dominó elveszettnek hitt királyságának hercegnője.

#### Stella
Stella Solaria hercegnője és a Winx egyik tagja, Solaria gyűrűjének birtokosa, a napfény őrtündére. Stella egy 17 éves, hosszú szőke hajú lány, aki rendkívül egoista, de maga mellett barátaival is törődik. Mindig mosolyog és mindig felvidítja barátait, amikor maguk alatt vannak. A divat érdekli a legjobban, sokáig válogat a ruhái között. Sok tanácsot oszt barátainak. Jobban szeret flörtölni, mint takarítani és tanulni, ami a többi lányt bosszantja. Nem mindig arra használja a varázserejét, amire kellene, emiatt sokszor bajba is kerül. Rendkívül törődő és védő barátaival szemben, sosem habozik segíteni nekik. Gazdag, királyi neveltetésben részesült, emiatt néha nyers tud lenni. Imádja a sárga ruhákat, valamint a rózsaszín különféle árnyalatait viselni.

#### Flora

Flora egy kedves, félénk, szorgalmas, nyugodt lelkű lány, a növények nagy rajongója, a természet őrtündére. A természettel harmóniában élő Linpheáról származik. Ő keveri a főzeteket, imád kísérletezni a palántáival. Kiváló a kapcsolata az anyatermészettel, ő a legudvariasabb a lányok közül. A béke, a boldogság és a szeretet mintaképe. Kevés önbizalma van, ez sokszor hátrányt jelent számára.

#### Musa
Musa jó tanuló, az első évadokban egy kicsit fiús lány. Melody bolygójáról származik, édesanyját korán elvesztette, apja egyedül neveli. Szerelme Riven, akivel nehezen jött össze, és később sokat veszekednek. Nagyon sokféle hangszeren játszik, mellette énekel is, ő a zene tündére.

#### Tecna
Tecna a technológia tündére, a high-tech Zenit bolygóról származik. Mindenféle elektronikus eszközhöz ért, erejét is a technológiából nyeri. A felmerülő problémákra mindig logikus válaszokat keres és valamilyen kütyü segítségével akar eljutni a megoldáshoz. Nehezen fejezi ki érzelmeit, jobban szeret elektronikus üzenetekkel kommunikálni, mint személyesen.

#### Layla / Aisha
Laylát a 2. évadban ismerjük meg, amint éppen a Darkar által csapdába ejtett pixiket akarja megmenteni. Andros vízi királyságának hercegnője és trónörököse, Stellához hasonlóan úri neveltetésben részesült, ám a szigorú fegyelem helyett ő jobb szeret táncolni, sportolni. Az Alfeába kerülve a Winx befogadja, de nehezen illeszkedik be, sokáig kívülállónak érzi magát. Varázsereje a Morphix, egy olyan rózsaszín anyag, amit akarat szerint képes formázni. Jó barátságban áll a pixikkel, azon kevesek közé tartozik, akik ismerik Pixifalva hollétét. Egyes fordításokban Laylaként, másokban Aishaként szerepel.

#### Roxy
A 4. évadban találkozunk vele először. Ő a Föld utolsó tündére, aki szintén Gardeniában él. A Winxtől tudja meg, hogy ő is tündér és hogy a Fekete Kör tündérvadászai üldözik őt, kezdetben azonban nem hajlandó elfogadni. Roxy a földi tündérek királynőjének, Morganának a lánya, ám ez csak az évad végén derül ki. Halandó apjával és a kutyájával él együtt, beszéli az állatok nyelvét, ő az állatok tündére. Roxy a 7. évadban kap ismét nagyobb szerepet, amikor a mágikus univerzum varázsállatai kerülnek veszélybe, rá hárul a bajban lévő állatfajok feltérképezése.

#### Daphne
Daphne egy nagyon szép lány, aki sokáig a sorozatban csak egy testnélküli lélekként tűnik fel. Ő Bloom nővére és Domino koronahercegnője, illetve a Szirének Nimfája. Amikor az ősboszorkányok megtámadták a mágikus dimenziót, átkot szórtak a Szirének Erejére, ezért amikor Daphne használni akarta az erejét, hogy megküzdjön a boszorkányokkal, az erő ellene fordult és egy testnélküli lélekké vált. A 6.évadban tanárnak nevezik ki az Alfeában, mágiatörténelmet kezd oktatni. Közben segíti a Winxet, hogy örökre lezárhassák a legendárium világát. A 6.évad végén Thorennal összeházasodnak.

### Specialisták
- Sky: Az első évadban Brandonnak adja ki magát, hogy így megóvja magát a támadásoktól. Bloom előtt Diaspro, Sky menyasszonya leplezi le véletlenül. A „Sky” név jelentése ég. A 3. évadban Diaspro olyan mérget itat vele, ami az ő követeléseinek teljesítésére készteti, emiatt Bloomot megutálja.
- Riven: Musa barátja, akivel sokat veszekednek. Az első évadban rendre levegőnek nézi a lányt, ezzel sok fájdalmat okozva Musa számára. Mivel ő a legutálatosabb Specialista, ezért Darcy őt szemeli ki és használja fel kémnek. A Winx és a Specialisták Rivenbe vetett bizalma szinte minden évadban meginog, a fiú ugyanis rendre ellenségesnek mutatkozik.
- Brandon: Az első évadban Skyként ismerjük meg. Mivel őt hiszik hercegnek, ezzel imponál Stellának. A 2. évadban Amentia hercegnő is beleszeret és foglyul ejti Brandont, ám később beleszeret saját szolgájába, aki régóta sóvárog utána, így Brandon visszatérhet Stellához.
- Timmy: A boszorkányok keveset harcolnak vele, mert jelentéktelennek tartják. Technológiai zseni és Tecna barátja, akivel leginkább elektronikus üzeneteken keresztül kommunikálnak.
- Helia: Első megjelenésekor a Specialisták nem kedvelik, de később a csapatuk tagjává válik. Flora azonban hamar beleszeret a művészlélek fiúba, ám kezdetben nincs önbizalma ezt bevallani neki.
- Nabu: Layla barátja, aki szintén Androsról származik. Kezdetben másnak adva ki magát követi a lányokat, hogy megtudja, szülei kivel akarják összeadni. Nabu hamar megszereti Laylát, aki azonban csak később bízik meg a fiúban. A 4. évad végén az éteri tündérek jóslata szerint valakire halál vár és csak az élet ajándéka mentheti meg. Nabu a jóslatból miatt meghal, a varázslók viszont megakadályozzák a feltámasztását.

### Pixik
- Lockette: A kulcsok, zárak szakértője. Bloom pixije.
- Amore: A szerelem pixije. Stella pixije.
- Chatta: A pletykák pixije. Flora pixije, segíti őt Heliával összehozni.
- Tune: Az etikett, illetve a büszkeség pixije. Musa pixije.
- Digit: A digitális dolgok szakértője. Tecna pixije.
- Piff: A szép álmok pixije. Csak babanyelven képes beszélni. Layla pixije.
- Livy: Az üzenetek pixije.
- Joly: Livy testvére. A jövő pixije
- Concordia: Alfea kódexének őrzője.
- Discordia: A Felhő Torony kódexének őrzője.
- Athena: A Vörös Forrás kódexének őrzője.
- Nimfea: Ő Pixifalva kódexének őrzője.
- Zing és Glim: Zing a rovarok pixije, aki változtatni tudja a külsejét. Glim Livy és Joly testvére.

### Tanárok

#### Alfea
- Faragonda: A tündériskola idősödő igazgatónője. Kedves, megértő, főleg Bloommal. Tagja volt a Fény Társaságának, és segített legyőzni a Három Ősboszorkányt.
- Griselda: Nagyon szigorú a lányokkal.
- Barbatea: Alfea könyvtárosa.
- Avalon: Egy jóképű tanár Alfeából. Lord Darkar fogságba ejti, s gonosz szolgáját küldi a helyére hogy elfogja Bloomot.
- Wizgiz: Egy manó, aki mágiatant és főzettant oktat.
- Palladium: Ő a szimulációs teremben technológikus varázslatokat tanít.
- Do Four: Egy félénk tanárnő Alfeában.
- Ophelia: Alfea iskolaorvosa.
- Foglia mester: Ő a szakács Alfea-ban.

#### Felhő Torony
- Griffin: A Felhő Torony igazgatónője.
- Zharatusra: Tanárnő a Felhő Toronyban.
- Ediltrude: Tanárnő a Felhő Toronyban.

#### Vörös Forrás/ Vörös Kút
- Saladdin: A Vörös Forrás Varázslóképző iskola igazgatója. Hirtelen haragú, a tökéletességet várja el diákjaitól, arrogáns.
- Codatorta: A Vörös Forrásban tanít. Arrogáns, de megértőbb a diákokkal, mint az öreg Saladdin. A fizikai erő használatát tanítja.

### Ellenségek

#### Trix

A Trix: Icy, Darcy és Stormy

A Trix megalakulásáról kevés bizonyos tudható. Egyesek szerint a Trix testvérekből, másik szerint barátokból áll, egymásra gyakran nővérekként hivatkoznak. Az sem egyértelmű, hogy mi közük a Három Ősboszorkányhoz. Az 1. évadban Faragonda azt mondja, hogy a Trix a Három Ősboszorkány leszármazottai. A 6. évadban Bloom a Legendáriumba zárja őket. A 7. évadban saját tündérállataikkal térnek vissza, és a vadon mágiája segítségével összeolvadnak velük. A Winx egy másik dimenzióba küldi őket, de Valtor a 8. évadban saját szolgáiként megidézi a Trixet . Az évad végén a boszorkányok Valtor ellen fordulnak és segítenek a Winxnek legyőzni őt. A 4. évad kivételével mindegyik évadban szerepelnek.
- Icy: Ő a hangadó a csapatban, rendre parancsolgat a nővéreinek. Gonosz, hataloméhes, a Trix legerősebb tagja. Szeret másokat boldogtalanná tenni, jeges szívű, utálatos, ő a jégboszorkány. Ezüstös színű haja van. A 8. évadban kiderül, hogy ha nem pusztították volna el királyságát, Dyamondot, akkor sosem válik belőle kegyetlen boszorkány.
- Darcy: Örök tervkovácsoló, ravasz, körmönfont. Könnyen fel lehet dühíteni, és olyankor elég kiszámíthatatlanul viselkedik. Szőkésbarna haja van. Képes mások elméjét irányítani, illúziókat létrehozni.
- Stormy: Ő a legfiatalabb tagja a Trixnek, a viharok boszorkánya.
- A Három Ősboszorkány: Belladona, Lillis, Tharma. Icy, Darcy és Stormy elődjei. A Sárkány tüzét akarták megszerezni, ám Bloomot megmentette a nővére. Ők rombolták le Dominót. Haláluk után a Felhőtorony Kriptáiban nyugszanak. Valtor az ő küldöttjük.

#### Egyéb ellenségek
- Lord Darkar (Az árnyék főnix): Layla egyik legnagyobb ellensége. A Trix a 2. évadban a szolgálatába áll, hogy hatalomért cserébe megszerezzék neki a 4 kódexet. Célja a sárkány tüzének megkaparintása, ezért Bloomot elcsalja a Sötét Mágia oldalára. A 2. évadban szerepel.
- Ál-Avalon: Lord Darkar szolgája. Avalonnak adja ki magát és így próbál Bloom közelébe férkőzni. A 2. évadban szerepel.
- Valtor: Egy boszorkánymester. Sok szolgát gyűjt magának a hataloméhes emberek befolyásolásán keresztül, például Diasprót, a Trixet és Stella mostoha rokonait. Bloom győzi le, a 8. évadban azonban visszatér, hogy megszerezze a csillagok erejét. Az életéről nem lehet sokat tudni. A 3. és a 8. évadban szerepel.
- Tritannus: Andros vízalatti királyságának egyik hercege. Rossz természetű és féltékeny trónörökös öccsére, akit meg is támad a koronázási ceremónián. Bezárják egy vízalatti cellába a Trix mellé, ahol valamilyen szennyezőanyag megfertőzi, és mutáns lesz belőle. A Trix-szel szövetkezik a varázsvilág tengereinek meghódítása érdekében, a beleszerető Icynak pedig királynői rangot ígér. Az 5. évadban szerepel.
- Selina: Bloom kiskori legjobb barátnője, de miután Acheron hatalmat ígér neki, átáll a sötét oldalra. Régen tündér akart lenni, és a mentora volt a tündérek istennője Eldora, akitől aztán ellopja a Legendáriumot, hogy kiszabadítsa az elzárt Acheront. A Legendárium lehetővé teszi különböző mitikus lények megidézését. Mikor kiszabadítja Acheront a legendáriumból, rájön, hogy nem bízhat benne, ezért visszaáll a tündérek oldalára. A 6. évadban szerepel.
- Acheron: Acheron a Legendárium világának alkotója. Egy idő után, a hatalma irányíthatatlanná válik, így bezárja magát a legendáriumba. Selinát kéri meg, hogy segítsen neki kijutni. Amikor Selina kiszabadítja, bezárja a Trixet a Legendárium világába. Bloom egy mágikus dobozba zárja be, amit átad a legendárium egyik lakójának. A 6. évadban szerepel.
- Kalshara: Egy gonosz tündér macskanő alakban, aki uralkodni akar a varázslatos kisállatok fölött és birtokolni szertené a vadvilág erejét, de a Winx megküzd ellene. Öccse és csicskája Brafilius. A 7. évadban tűnik fel.
- Brafilius: Egy gonosz varázsló kutya alakban, aki segít Kalsharának végre hajtani a terveit. Ügyetlen, Kalshara öccse és csicskája. Icy kölyökkutyává változtatja. A 7. évadban tűnik fel.
- Diaspro hercegnő: Diaspro Sky ex-menyasszonya és Bloom egyik legnagyobb ellensége. Bloom az 1. évadban áldozatul esik a Trixnek és amikor találkozni akar Sky-jal, szembekerül Diaspróval, akiről azt hiszi hogy a Trix küldte ellene. Diaspro a 3. évadban egy rövid időre megszerzi Sky-t a Valtor által ráruházott hatalom segítségével. Az 5. évadban, miután Sky elveszti az emlékeit, Krystal mit sem tudva Diasprot hívja segítségül Skyhoz. Diaspro igyekszik Bloom és Sky közé állni de végül kiesik az udvar kegyeiből. A 6. évadban átáll a Trix oldalára, hogy elpusztítsa Bloomot és ezzel megszerezze Sky-t. Az első hat évadban szerepel.

## Szinkron
| Szereplő      | Eredeti szinkron (Olasz)                                                               | Angol szinkron                                                 | 1. magyar szinkronváltozat (RTL Klub)                         | 2. magyar szinkronváltozat (Nickelodeon)                                                | 3. magyar szinkronváltozat (Da Vinci, 7. évad) |
| ------------- | -------------------------------------------------------------------------------------- | -------------------------------------------------------------- | ------------------------------------------------------------- | --------------------------------------------------------------------------------------- | ---------------------------------------------- |
| Bloom         | Letizia Ciampa                                                                         | Molly Quinn                                                    | Zsigmond Tamara                                               | Nemes Takách Kata                                                                       | Zsigmond Tamara                                |
| Stella        | Perla Liberatori                                                                       | Amy Gross                                                      | Kiss Virág                                                    | Mánya Zsófia (1-4. évad) Zsigmond Tamara (5-6. évad) Csifó Dorina (7. évad)             | Kiss Virág                                     |
| Flora         | Ilaria Latini                                                                          | Alejandra Reynoso                                              | Roatis Andrea (1-2. évad) Nyírő Eszter (3. évad, 1. mozifilm) | Csondor Kata (1-5. évad) Andrusko Marcella (6-7. évad)                                  | F. Nagy Eszter                                 |
| Musa          | Gemma Donati                                                                           | Romi Dames                                                     | Dögei Éva                                                     | Bánfalvi Eszter                                                                         | Hám-Kereki Anna                                |
| Tecna         | Domitilla D'Amico                                                                      | Morgan Decker                                                  | Németh Kriszta                                                | Peller Anna                                                                             | Németh Kriszta                                 |
| Aisha (Layla) | Laura Lenghi                                                                           | Keke Palmer                                                    | Böhm Anita                                                    | Bogdányi Titanilla                                                                      | Bogdányi Titanilla                             |
| Roxy          | Debora Magnaghi                                                                        | Liliana Mumy                                                   | -                                                             | Molnár Ilona (4-5. évad)                                                                | Pekár Adrienn                                  |
| Sky           | Alessandro Quarta                                                                      | Matt Shively                                                   | Stern Dániel                                                  | Hamvas Dániel                                                                           | Joó Gábor                                      |
| Brandon       | Massimiliano Alto (1-2., 4. évad) Nanni Baldini (3. évad) Gianluca Crisafi (5-8. évad) | Adam Gregory                                                   | Bódy Gergely                                                  | Markovics Tamás                                                                         | Markovics Tamás                                |
| Riven         | Mirko Mazzanti                                                                         | Sam Riegel                                                     | Kossuth Gábor                                                 | Minárovits Péter (3-5. évad) Kovács Lehel (6. évad)                                     | -                                              |
| Timmy         | Corrado Conforti                                                                       | Charlie Schlatter                                              | Kapácsy Miklós                                                | Szvetlov Balázs                                                                         | Czető Ádám                                     |
| Helia         | Francesco Pezzulli (2-3. évad) Leonardo Graziano (4-8. évad)                           | David Faustino                                                 | Pálmai Szabolcs (2. évad) Előd Botond (3. évad)               | Hegedüs Miklós (2. évad – 5. évad, 12. rész) Hujber Ferenc (5. évad 13. rész – 7. évad) | Pálmai Szabolcs                                |
| Nex           | Daniele Raffaeli                                                                       | Adam Gregory                                                   | -                                                             |                                                                                         | Czető Roland                                   |
| Roy           | Emanuele Ruzza                                                                         | Bryton James                                                   | -                                                             | Seszták Szabolcs                                                                        | -                                              |
| Nabu          | Sasha De Toni                                                                          | Will Blagrove                                                  | Moser Károly                                                  | Előd Álmos                                                                              | -                                              |
| Icy           | Tatiana Dessi                                                                          | Larisa Oleynik                                                 | Ősi Ildikó                                                    | Nádorfi Krisztina                                                                       |                                                |
| Darcy         | Federica De Bortoli                                                                    | Jennifer Cody                                                  | Csampisz Ildikó                                               | Kiss Virág                                                                              |                                                |
| Stormy        | Valeria Vidali                                                                         | Kimberly Brooks                                                | Madarász Éva                                                  | Törtei Tünde                                                                            |                                                |
| Lord Darkar   | Fabrizio Temperini                                                                     | Michael Dorn                                                   | Bolla Róbert                                                  | N/A                                                                                     | -                                              |
| Valtor        | Guido Di Naccio                                                                        | N/A                                                            | Posta Victor                                                  | Szabó Máté                                                                              | -                                              |
| Ogron         | Patrizio Prata                                                                         | N/A                                                            | -                                                             | Fehér Tibor                                                                             | -                                              |
| Ganthlos      | Christian Iansante                                                                     | N/A                                                            | -                                                             | Előd Botond                                                                             | -                                              |
| Tritannus     | Alberto Bognanni                                                                       | Adam Wylie                                                     | -                                                             | Vári Attila                                                                             | -                                              |
| Selina        | Eleonora Reti                                                                          | Jessica DiCicco                                                | -                                                             | Eke Angéla                                                                              | -                                              |
| Daphne        | Raffaella Castelli (1-3. évad) Connie Bismuto (4-8. évad)                              | Elizabeth Gillies                                              | N/A                                                           | Dögei Éva                                                                               |                                                |
| Faragonda     | Roberta Greganti (1-7. évad) Giò Giò Rapattoni (8. évad)                               | Kari Wahlgren                                                  | Dallos Szilvia                                                | Borbás Gabi                                                                             | Málnai Zsuzsanna                               |
| Griselda      | Franca Lumachi (1-4. évad) Rachele Paolelli (5-8. évad)                                | Susan Blakeslee                                                | Andresz Kati                                                  | Kassai Ilona                                                                            | Kokas Piroska                                  |
| Mirta         | Gaia Bolognesi                                                                         | Natalie Lander                                                 | Szorcsik Viktória                                             | Molnár Ilona                                                                            | -                                              |
| Lucy          | Milvia Bonacini                                                                        | Jessica DiCicco                                                | Simonyi Piroska                                               | N/A                                                                                     | -                                              |
| Griffin       | Antonella Giannini                                                                     | Grey DeLisle                                                   | Illyés Mari                                                   | Farkasinszky Edit                                                                       | -                                              |
| Diaspro       | Alessia La Monica (1-3. évad) Katia Sorrentino (4-8. évad)                             | Ariana Grande (1. hang) Cassandra Morris (2. hang)             | Zakariás Éva (1-2. évad) Kökényessy Ági (3. évad)             | N/A                                                                                     | -                                              |
| Saladin       | Antonella Giannini                                                                     | N/A                                                            | Gruber Hugó                                                   | Németh Gábor                                                                            | -                                              |
| Nereus        | Marco Vivio                                                                            | N/A                                                            | N/A                                                           | Szabó Máté                                                                              | -                                              |
| Tressa        | N/A                                                                                    | N/A                                                            | N/A                                                           | Vágó Bernadett                                                                          | -                                              |
| Lockette      | Laura Lenghi                                                                           | Hynden Walch Molly C. Quinn (6. évad) Eileen Stevens (7. évad) |                                                               | Vadász Bea                                                                              |                                                |
| Chatta        | Perla Liberatori                                                                       | Lara Jill Miller Alejandra Reynoso (6. évad)                   |                                                               | Solecki Janka                                                                           |                                                |
| Amore         | Ilaria Latini Francesca Rinaldi (6-7. évad)                                            | Hynden Walch Morgan Decker (6. évad)                           |                                                               | Mezei Kitty                                                                             |                                                |
| Caramel       | Raffaella Castelli                                                                     | Amy Gross                                                      | -                                                             | Molnár Ilona                                                                            |                                                |
| Cherie        | Ilaria Latini                                                                          | Romi Dames                                                     | -                                                             | Agócs Judit                                                                             |                                                |

## Évadok
1. évad
Miután Bloom felfedezi mágikus képességeit, elutazik Stellával az Alfea Tündériskolába. Stella nem adja oda Varanda levelét, amiben az áll, hogy mégsem jön, ezért Bloom Varandának hazudja magát. Ez azonban hamar kiderül, mivel Stella elfelejti, hogy mit hazudott Bloom. Megismerkedik az iskola igazgatónőjével, Faragondával, illetve Florával, Tecnával és Musával. Az öt barátnő sok kalandon megy keresztül, számos ellenséggel megküzdenek. Icy minden gonoszsága, Darcy ármánykodása és Stormy gonosz tettei ellenére győzedelmeskednek a tündérek, megismerkednek a Specialistákkal, akikkel később össze is jönnek. Bloom és Sky kapcsolatát Diaspro akadályozza, Musa és Riven szerelmét pedig Darcy cselszövése. Bloom megtudja, hogy Mike és Vanessa nem az igazi szülei, hogy Daphne a nővére és valójában Dominóbo világából származik, ám sokáig a boszorkányok hazugságait hiszi valóságnak. A Trix megfosztja Bloomot az erejétől, aki így visszatér Gardeniába a szüleihez. Rájön azonban, hogy a sárkány tüzének ereje végig benne lakozik és visszatér az Alfeába, hogy segítsen barátainak legyőzni a boszorkányokat. A Trix átveszi a hatalmat a Felhő Torony felett, hogy elpusztítsák a Vörös Forrást és az Alfeát és ők legyenek a mágikus univerzum uralkodói. A végső harc idején a három iskola összefog ellenük és Bloom és a Winx segítségével sikerül megállítani a Trixet.
2. évad
Egy gonosz varázsló, Lord Darkar hatalomért cserébe szolgálatába állítja a Trixet, hogy megszerezze a sárkány tüzét. Új tag érkezik a Winxbe: Layla, Andros hercegnője, aki a Darkar által csapdába ejtett pixiket akarja megmenteni. A pixik: Lockette, Amore, Chatta, Tune, Digit, Livy, Joly, Zing, Glim és Piff, akik közül többen kapcsolatba lépnek a Winx lányokkal. A tündéreknek ezúttal Darkar földalatti birodalmába kell behatolniuk, hogy megmentsék a pixiket és legyőzzék ellenfelüket. A napfény nélküli világban azonban Stella erejét veszti és Brandonnal csapdába esik Amentia hercegnő hazájában. Lord Darkarnak és a Trixnek sikerül megszerezni a 3 iskola és Pixifalva kódexét, s ezzel mérhetetlen hatalomra tesznek szert. Lord Darkar az Alfeába küldi egyik csatlósát, hogy kiadja magát az új tanárnak, Avalonnak, és hogy a saját oldalára állítsa Bloomot. Az évad végén a Trix fellázad Darkar ellen, egyesítik erőiket és így próbálják legyőzni a varázslót, ám nekik nem sikerül. Az utolsó pillanatban Bloom visszatér a jó oldalra, Darkar pedig elpusztul, a Trixet pedig ismét elfogják.
3. évad
A 3. évad ott kezdődik ahol a 2. évad véget ér. A lányok Solariára mennek kikapcsolódni, ahol találkoznak Chimerával, aki alaposan összeveszik Stellával. Eközben láthatjuk, ahogy a Trix büntetésül egy jeges börtönvilágba kerül, ahonnan Icy kiszabadítja nővéreit, majd a gonosz Valtort. A varázsló megvédi őket a jeges kígyóktól, és mivel a Trix nem képes legyőzni őt, a szolgálatába állnak. Valtor, hogy erőt gyűjtsön, először Andros bolygóját igázza le, így Layla egy időre elhagyja a Winxet, hogy segítsen a családjának. Valtor ezután Soláriába megy, ahol szolgálatába állítja Cassandrát és Chimerat, az uralkodó új menyasszonyát és lányát, akik átadják neki a királyság varázserejét és hatalmukba kerítik Radiust, Stellát pedig szörnyeteggé változtatják. Radius üldözőbe veszi a lányát és Bloomot, ám a Winx többi tagja is megérkezik és a Specialistákkal együtt megszöknek. Layla egy idő után visszatér, és sírva elpanaszolja, hogy szülei férjhez akarják adni, majd tudomást szereznek Valtorról. A Winx Stella nélkül elszökik Androsba, ahol szembe kerülnek Valtorral és a Trix-szel. A Trixet könnyen legyőzik de Valtor elátkozza Laylát, majd elmenekül. A lányoknak segíteniük kell egy sellőnek, akinek az anyja börtönben van. Sikerül nekik de a nő súlyosan megsérül. Layla segít a sellőnek és mivel feláldozta a gyógyító erőt a sellő megmentésére, megkapja az Enchantix erejét. Valtor ellátogat Diaspróhoz, s egy szerelmi bájitalt ad neki, amivel újra behálózhatja és Bloom ellen fordíthatja Sky-t. Stella eközben megszabadul Chimera átkától, visszatér Solariába, ahol megmenti apját a Cassandra miatt ellene forduló katonáktól és ő is megszerzi az Enchantixet.
A lányok megkapják az Enchantixet, Flora a húgát menti meg, Tecna a Winx az Omega kapu bezárásáért feláldozza magát, amivel megmenti az egész mágikus univerzumot, Musa pedig a szintén Melodyról származó Galatiát menti meg a Trix elleni harcban. Bloom Enchantix ereje különleges, ugyanis a többiekkel ellentétben nem önfeláldozás útján szerzi meg, hanem a puszta akaraterejéből. A Trix és a Winx felkészült az utolsó összecsapásra. A Winx megkapja az Enchantixot, a Trix a Disenchantixot, s megkezdődik a végső harc. Legyőzik a Trixet, akik elmenekülnek Valtorhoz. Valtor tombol a dühtől, és a Winx rátámad Valtorra is, de őt nehezebben tudják legyőzni. Később a Winx újult erővel rátámad Valtorra, hogy visszaszerezzék az ellopott erőket. A Winx visszaadja az ellopott varázserőt, a birodalom ura pedig a Trixet, mint bűntársakat örök rabságra ítéli a kiskőkolostorba. Valtor még utoljára megtámadja az iskolát, de Bloom elpusztítja a gonoszt.
4. évad
A 4. évad 2009. április 15-én debütált, 2x13-as felosztásban adták e. A Winx ellátogat a Földre, hogy megtalálja az utolsó tündért, Roxyt, aki szintén Gardeniában lakik. Roxyt a Fekete Kör varázslói, a tündérvadászok üldözik, akik a föld tündéreit elzárták Tir Na Nog szigetére. A Winxnek közben el kell érniük, hogy a földi emberek újra higgyenek a mágiában, amihez a Believix erejét használják fel. Az új átváltozással három további szárnyra is szert tesznek: Speedix (gyorsasági fejlődés), Zoomix (transzportálás) és Tracix (vizuális segítség). Mikor egy tündér megszerzi a Believix-ét, megszerzi azt a képességet, hogy valakit rávegyen arra, hogy higgyen a mágiában, ez azonban nehéz feladatnak bizonyul a Winx számára. Roxy először nem hisz a tündérekben, de később összebarátkozik a Winx-szel és megtanulja használni erejét, ami lehetővé teszi számára, hogy kommunikáljon az állatokkal. A hét lány felveszi a harcot a tündérvadászokkal és kiszabadítják a Föld tündéreit, akik azonban bosszút akarnak állni a Fekete Kör varázslóin, így a Winx ellen fordulnak. Roxy meggyőzi anyját, Morganát, a tündérek királynőjét, hogy tegyenek le a bosszúról, de a földi tündérek Nebula vezetésével fellázadnak.
A negyedik évadban még két új átváltozással találkozhatunk, amiket az Örökkévalóság Tündérei adnak nekik: első a Sophiex, egy erősítője a Believix-nek, mint a második évadban a Charmix. A Sophiex az erejét a természetből nyeri. A második a Lovix, egy újabb erősítője a Believix-nek, ez hidegebb éghajlatoknál használható. A Harmadik a Sötétség ereje, de ez nem egy átváltozás, csak egy fekete erőgömb. A Winx lányok közül csak egy ember használhatja és csak egyszer, hogy visszahozzon valakit a halálból. Layla akarja használni, mikor Nabu meghal, de a Fekete Kör varázslói megakadályozzák. Layla így csatlakozik Nebulához és a lázadó tündérekhez, hogy bosszút álljon Nabuért. Az évad végén a tündérek mind összefognak, hogy legyőzzék a tündérvadászokat. Morgana hazatér a földi családjához, a trónt pedig Nebulára hagyja.
A 4. évad az első rész kivételével végig a Földön játszódik, ahol a Winx egy mágikus kisállatkereskedést nyit. Szintén ebben az évadban jelenik meg először a Winx zenekarként, ami a későbbi évadok állandó elemévé válik.
5. évad
Az 5. évadban Andros vízalatti királyságának koronázási ceremóniáján Tritannus megtámadja trónörökös testvérét, Nereust, ezért börtönbe zárják. A vízalatti tömlöcben raboskodik a Trix is. Icy elcsábítja Tritannust, aki miután szennyezés éri Andros óceánját, nagyhatalmú szörnyé változik, kiszabadul a fogságból és az óceánok feletti uralomra tör. A Winx küldetése, hogy a kissellők segítségével megmentsék a mágikus univerzum óceánjait, amihez meg kell szerezniük a szirének erejét (Sirenix), amin azonban átok ül. Először a harmónia erejét (Harmonix) kapják meg, ami lehetővé teszi számukra a vízalatti harcot. Hogy új szintre léphessenek, egy holdhónap alatt kell megszerezniük az önbizalom, az empátia és a bátorság ékköveit, hogy megkapják a szirének erejét. Tritanus elrabolja Daphnet, hogy megtudja a szirének erejének titkát, Andros óceánjának egész királyi családját pedig szörnyekké változtatja. Ahhoz hogy uralhassa a Végtelen Óceánt és aktiválhassa a trónját, Tritannus az óceán pilléreinek erejét gyűjti össze, ám Daphne figyelmezteti ennek veszélyeire. Végül a Winx és a kissellők legyőzik Tritanust majd kiszabadítják Daphnet és megtörik a rajta ülő átkot, így Bloom nővére visszanyeri a testét.
Az évad során hangsúlyosan megjelenik a környezetvédelem kérdése. A gonosz ezúttal az olajszennyezésből nyeri erejét, a jóság összetartó ereje pedig gyakran szemétszedésben testesül meg. Eltérés a korábbi évadokhoz képest, hogy a Sirenix átváltozással és a Végtelen Óceán birodalmába való belépéssel az animáció háromdimenziósra vált.
6. évad
A Winx visszaadja Daphnenak a magabiztosságát, ezzel visszanyeri az erejét és az Alfea új történelemtanára lesz.
A Felhőtoronyba új diákok érkeznek, köztük Bloom gyerekkori barátja, Selina, aki képes megidézni a Legendárium című könyv szörnyeit. A Trix ismét átveszi a Felhő Torony fölötti irányítást, céljuk ezúttal, hogy megszerezzék a mágikus dimenzió összes iskolájának erejét, amihez felhasználják Selina és a Legendárium erejét. Selina valódi célja azonban, hogy kiszabadítsa a Legendáriumban rekedt Acheront, hogy még több hatalomhoz jusson. A Winx a harmadik részben támad Selina ellen, de Selina ellenük fordítja a varázslatot, amitől minden Winx lány elveszti erejét, kivéve Bloomot. Hogy újra igazi tündérek lehessenek, Bloom ad nekik a sárkány tüzének erejéből, amit csak jó, tündérhez méltó cselekedetekkel képesek aktiválni.
A Winx, hogy elpusztítsa a Legendáriumot, bejárja a Földet, hogy felkeresse Eldorát, a tündérek istennőjét. Eldorától megtudják, hogy Selina az ő tanítványa volt, ám Acheron maga mellé állította. Hogy bejussanak a Legendárium világába, a lányoknak meg kell szerezniük a Mythix pálcákat, amit Tir Nan Og szigetén őriznek. Küldetések során megtalálják a Legendárium kulcsához szükséges tárgyakat, közben pedig többször szembeszállnak a Trix-szel és a Selina által idézett szörnyekkel. Egy gonosz manó a Legendárium világából azonban ellopja Musa hangját és csak a kulcsért cserébe hajlandó visszaadni. A Winx belemegy a cserébe. Az évad végén Selina kiszabadítja Acheront, ám kiderül hogy a gonosz mágus átverte őt. Bloom legyőzi Acheront egy mágikus láda segítségével, amit elcserél a manóval a Legendárium kulcsáért. Selina segít a Winxnek, Bloom pedig legyőzi a Trixet a Legendárium világában. Mikor Bloom visszatér Magixba, Selina lezárja a Legendáriumot, így a Trix is ott ragad.
A 6. évadban visszatérnek a pixik, de Digit és Tune helyét két új pixi veszi át, egyikük a színes golyók kistündére, másikuk az időjárást képes irányítani. Az 5. évadhoz hasonlóan a Mythix átváltozással, vagyis a Legendárium világába belépéssel az animáció szintén 3D-re vált. Az évad során Musa és Riven kapcsolata ismét megromlik, a Specialista ezúttal elhagyja barátait, hogy a saját útját járja, így a következő évadban már nem szerepel.
7. évad
A Winx egy bevásárlókörút után visszatér az Alfeába. Az igazgatónő nagyon mérges lesz, amiért a lányok késve érkeznek vissza. A lányoknak meg kell szervezniük az Alfea állatvédelmi park megnyitóját, amiért Stella egész éjjel fennmarad hogy megtervezze a ruhákat. Másnap a Winx és Roxy a parkban bele botlanak az utolsó ásónyúlba. Nagyon tetszik nekik de a nyuszit hirtelen elrabolja egy ragadozó madár. A lányok megpróbálják visszaszerezni de a madár elviszi a rejtekhelyére, ahol több száz tündérállat van bezárva. A lányok, hogy megtudják az ásónyulak titkát, az igazgatótól kapott időkristályok segítségével visszamennek a múltbéli Alfeába, ahol találkoznak a fiatal Faragondával. Wizgiz óráján észreveszik, hogy az egyik tündér, Kalshara egy ugyanolyan madárrá változik, ami elrabolta az ásónyulat. A lányok a múltban megmentik az ásónyulakat és jutalmul elnyerik a pillangók erejét (Butterflix). Feladatuk ezután hogy megtalálják az állatot, aki az első színt hozta az univerzumba, még mielőtt Kalshara és öccse, Brafilius bukkannának rá. Legközelebbi kalandjukon azonban Brafilius megszerzi Roxy időkristályát, így a későbbiekben képes követni a Winxet a múltba tett utazásaikon. Roxy feladata lesz az Alfea állatvédelmi park felügyelete és a mágikus univerzumban és a Földön veszélyben lévő állatok feltérképezése. Küldetésük során mindegyik Winx lány szerez magának egy tündérállatot: Aisha egy pityogót, Flora egy mágifarkast, Musa egy tollasmacskát, Stella egy főnixet, Tecna egy techmókust, Bloom pedig egy unikornist. Roxy megtanítja a tündérállatokat a csapatmunkára, akik így képessé válnak arra, hogy átadják a Winxnek a kristályok erejét (Tinix), amivel miniatűrré válva, a kristályok birodalmába képesek belépni. A lányoknak már csak egy feladatuk van: megszerezni a tündérállatok végtelen hatalmát. Ellátogatnak az ásónyulak kristályvilágába, ahol felszabdítják a gyémántokban rejlő végtelen hatalmat. Kalshara eközben ásónyúllá változva bejut az Alfeába és Faragonda kegyeibe férkőzik. Mikor a végtelen hatalom kiszabadul a gyémántból, ellopja és Brafiliusba zárja, aki megidézi a mágikus világ legerősebb állatait. Az állatok azonban a Trixhez tartoznak, akik legyőzik Kalsharát és kiskutyává változtatják a kristályok erejét birtokló Brafiliust, majd magukkal viszik, hogy megtalálják a vadvilág erejét. Kalshara úgy dönt hogy egy időre szövetségre lép a Winx-szel, hogy visszaszerezze az öccsébe zárt végtelen hatalmat. A lányoknak a vadvilág mágiája által alakváltókká lett Trix-szel kell megküzdeniük, ám a boszorkányok túl erősnek bizonyulnak. Végül a tündérállataik elhagyják őket, hogy egyesülve létrehozzák a végtelen hatalmat őrző varázsállatot, ami erejével elzárja a Trixet egy másik dimenzióba. Kalshara, akinek csak a végtelen hatalomra fáj a foga, beleesik egy feneketlen szakadékba, a kiskutyává vált Brafilius pedig összebarátkozik a vadvilág állataival.
8. évad
Egyik este a Winx lányok egy hullócsillagot látnak, amiről kiderül, hogy egy Lumen, egy apró lény egy távoli csillagról, Lumeniáról. A Twinkly nevű csillaglényt a Lumeniát megtámadó Csillagfalók üldözik, akiket Obscurum szabadított a csillagra, hogy elnyelje magjának fényét és átvegye fölötte a hatalmat. A Winx visszakíséri Twinklyt Lumeniába, ahol Dorana királynő megajándékozza őket a Cosmix erővel, amivel képesek visszaállítani az elhunyt csillagok fényét. Lumenia megmentése során rájönnek, hogy Valtor áll a támadás mögött, aki a mágikus univerzum csillagainak erejét próbálja összegyűjteni. A Winx meglepetésére Riven visszatér a Specialisták közé, de Musa nehezen bízik meg benne újra. Következő állomásukon, Peripla csillagán a tündérek és a Specialisták belefutnak egy rubintolvajba, Orionba, akiről kiderül, hogy Iridia csillagának fényét akarja visszaadni, hogy megmentse bolygóját, Prometiát. A Winx nem képes visszaadni Iridia fényét, mert a csillag magja megsérült. Orion bizalmát veszti a lányokban és szövetkezik Valtorral, hogy megmentse Prometiát, ezért csapdába csalja a tündéreket. A varázsló azonban átveri őt, Obscurum megjelenik Iridián és Csillagfalókká változtatja a Lumeneket, köztük Twinkly legjobb barátját, Ludmillát is. Közben a Winx kiszabadul Orion csapdájából és újra összefognak. Obscurum Syderia csillagán a Lumeneket a Winx ellen fordítja, akik azt hiszik, a tündérek el akarják rabolni a kincsüket. A lányok azonban megtalálják a kincset, egy hatalmas kristályt, amit Cosmix erejükkel megvilágítanak és visszaadják Syderia fényét. Ezzel elnyerik a Lumenek bizalmát, akik egy kristálydarabbal ajándékozzák meg a tündéreket. A kristályt Orionra bízzák, aki azt egy mesterséges fényforrás megalkotására használja fel. Bloom édesanyja születésnapja alkalmából visszatér a Földre, de közben Valtor megtámadja a Napot, Gardeniára pedig a sötétség szörnyeit szabadítja rá. Arra kényszeríti Bloomot, hogy válasszon a családja vagy a Nap megmentése között, vagy adja neki Cosmix erejét. Az erő azonban nem fogadja el Valtort birtokosának és Bloomnál marad. A Winx megmenti a Földet és a Napot is. Közben Obscurum újabb támadást indít Lumenia ellen. Kiderül, hogy ő Dorana rég elveszett öccse, és a királynő ölelésének hatására visszaváltozik régi önmagává, a Csillagfalóknak pedig a Lumenek adják vissza eredeti valójukat az ölelésük erejével. Valtor, hogy legyőzze a Winxet, megidézi a Trixet, akikkel elfogatja a kívánság hullócsillagot, ami azonban hét darabra oszlik, hogy megmeneküljön a gonosz varázsló fogságából. A Winx lányok következő feladata, hogy a három boszorkánnyal versenyezve összegyűjtsék mind a hét csillagot, amihez Doranától egy iránytűt kapnak segítségül, amely talányos feladványokkal vezeti a tündéreket a csillagok nyomára. A küldetés során mind a Winx, mind pedig a Trix és Valtor 3-3 csillagot szerez meg. Az utolsó csillag Dyamond jégfedte bolygóján található, ahonnan Icy is származik. Kiderül, hogy a jégboszorkány az egykor virágzó Dyamond hercegnője volt, ám egy nap megjelent egy gonosz sámánboszorkány, aki jégbe borította a bolygót, Icy szeretett kishúgát pedig rókakölyökké változtatta. Csak Icyt kímélte meg, aki elhatározta, hogy ő lesz a legerősebb boszorkány és egy nap visszatér Dyamondra, hogy megmentse bolygóját és feloldja húgáról az átkot. A Dyamondon rejtőző csillagot Icy kapja meg, aki bizonyítja testvéri szeretetét, majd a csillag erejével a Trix kitör Valtor béklyója alól és ellene fordul. Átadják a Winxnek az utolsó csillagot, így a tündérek előtt megjelenik a hullócsillag, ami teljesíti egy kívánságukat: hogy képesek legyenek megvédeni az univerzumot. Legyőzik Valtort és a rend helyreáll a mágikus világban.
A 8. évad a korábbi évadoktól eltérő, fiatalabb korosztályt megcélzó animációval rendelkezik, ami miatt sok kritika érte a szezont a sorozat eredeti rajongóitól. Iginio Straffi azzal indokolta a váltást, hogy a rajzfilmek közönsége egyre fiatalabbá válik. Az évadban azonban több, a korábbi évadokban szereplő motívum visszatér, mint például az Enchantix vagy a Sirenix átváltozások egy-egy epizód erejéig.

## Könyvek
| Cím           | Iginio Straffi: Mágikus Bloom – Winx Club | Iginio Straffi: Flora és a természet – Winx Club | Iginio Straffi: Stella, a divatos – Winx Club | Iginio Straffi: Muzsikáló Musa – Winx Club |
| Megjelenés    | 2007 | 2007 | 2007 | 2007 |
| Kiadó         | Libri | Libri | Libri | Libri |
| Oldalak száma | 64 | 64 | 60 | 60 |
| Tartalom      | Bloom, a kedves Winx tündér otthon van a varázslatok világában. Tudja, mitől kell óvakodni, s mi az a mágia, amellyel akár meg is változtathatod az életedet. Fedezd fel a varázslatok csodálatos világát a Földről érkezett tündérrel, Bloommal! | A szépséges tündérlány, Flora, feltár minden rejtélyt, kielégíti a kíváncsiságodat a virágokkal, fákkal, zöldségekkel, gyümölcsökkel kapcsolatban, és mindezt megfűszerezi jó pár teszttel. Választ kaphatsz valamennyi kérdésedre, és emellett garantáltan jól szórakozol majd. Fedezd fel a természetet Florával! | Romantikus, nagyon szép, élettel teli, optimista, ragaszkodó… igen, pont ilyen vagyok! Stella a Winxek közül. Mik a hibáim? Túl lusta vagyok ahhoz, hogy felsoroljam őket… vicceltem!! Különben is, olyan kevés van belőlük!!!! Soláriából érkeztem… vagy már te is tudtad? A Földön is csiripelnek a madarak! Úgy van… odafent hercegkisasszony vagyok, mivel királyi családból származom; tudom, fantasztikus dolognak hangzik, de biztosíthatlak róla, hogy ennek is megvannak a maga hátrányai… méghozzá ezernyi. | Musa, a zenetündér elvezet a hangszerek világába, megtanítja azokat a táncokat, amelyekre minden földi tündérnek is szüksége van, s még a zene illemtanát is felvillantja előtted. Ne habozz egyetlen percig sem tovább, fedezd fel a zenét Musával! |

## DVD-k
A magyar nyelvű Winx Club DVD-ket a Mirax adta ki, évadonként 6 DVD-n, több nyelven és extrákkal.
| 1. évad                                       |              |               |               |               |               |
| 1-5. epizód                                   | 6-10. epizód | 11-14. epizód | 15-18. epizód | 19-22. epizód | 23-26. epizód |
| Nyelvek: - magyar 5.1 - angol 2.0 - olasz 2.0 |              |               |               |               |               |
| Felirat: - magyar                             |              |               |               |               |               |
| Extrák: - interaktív menü - előzetesek        |              |               |               |               |               |

| 2. évad                                      |             |              |               |               |               |
| 1-4. epizód                                  | 5-8. epizód | 9-12. epizód | 13-16. epizód | 17-20. epizód | 21-26. epizód |
| Nyelvek: - magyar 2.0 - angol 2. - olasz 2.0 |             |              |               |               |               |
| Extrák: - interaktív menü - ajánlók          |             |              |               |               |               |

## Winx Club színdarabok
A Winx nagy sikerére való tekintettel, néhány színházrendező úgy vélte, ideje színpadon is megmutatkoznia a népszerű rajzfilmnek. Két színdarab is készült: a Winx Club Power Show illetve a Winx Club On Tour. Gyerekek és felnőttek egyaránt örömmel fogadták a két mesés színdarabot. A színdarab elkészülésében közreműködött a Rainbow S.p.A.